# Bailey Automobile Company
Bailey Automobile Company, vorher Bailey-Perkins Motor Company, war ein US-amerikanischer Hersteller von Automobilen.

## Unternehmensgeschichte
Die Brüder Julian L. und James A. Perkins entwickelten 1906 einen Prototyp, den sie Perkins nannten, aber mangels Geld nicht auf den Markt bringen konnten. Zusammen mit dem Geldgeber Bertram Bailey gründeten sie 1906 die Bailey-Perkins Motor Company in Springfield in Massachusetts. Nun begann die Produktion von Automobilen, die als Bailey vermarktet wurden. Am 12. Februar 1907 wurde daraus die Bailey Automobile Company, als Henry G. Whitman und Willis L. Van Sicklin investierten. 1910 endete die Produktion.
Es gab keine Verbindung zur S. R. Bailey & Company, die den gleichen Markennamen verwendete.

## Fahrzeuge
Das Ungewöhnliche war der Umlaufmotor. Beim Prototyp war es ein Vierzylinder-Zweitaktmotor, in der Serie ebenfalls ein Vierzylindermotor, wobei das Zweitaktverfahren nicht mehr erwähnt wird.
1907 leistete der Motor 22 PS. Das einzige Modell hatte 254 cm Radstand und eine zweisitzige Runabout-Karosserie.
In den Folgejahren kam ein stärkerer Motor mit 30/35 PS zum Einsatz. 1908 gab es einen fünfsitzigen Tourenwagen und einen Speedster, beide mit 284 cm Radstand.
Für 1909 werden fünf- und siebensitzige Tourenwagen, drei- und viersitzige Roadster und ein fünfsitziger Baby Tonneau genannt. Der Radstand blieb unverändert.
1910 war ein Olympic Tourenwagen die einzige Karosserieform. Das  Fahrgestell hatte nun 290 cm Radstand.

## Modellübersicht
| Jahr | Modell   | Zylinder | Leistung (PS) | Radstand (cm) | Aufbau                                                                       |
| ---- | -------- | -------- | ------------- | ------------- | ---------------------------------------------------------------------------- |
| 1907 | 22 HP    | 4        | 22            | 254           | Runabout 2-sitzig                                                            |
| 1908 | 30/35 HP | 4        | 30/35         | 284           | Tourenwagen 5-sitzig, Speedster                                              |
| 1909 | 30/35 HP | 4        | 30/35         | 284           | Tourenwagen 5- und 7-sitzig, Roadster 3- und 4-sitzig, Baby Tonneau 5-sitzig |
| 1910 | 30/35 HP | 4        | 30/35         | 290           | Olympic Tourenwagen                                                          |